# Chen Shu (actrice)
Dans ce nom, le nom de famille, Chen, précède le nom personnel.
Pour les articles homonymes, voir Chen et Chen Shu.
Chen Shu, née le 9 mars 1977 à Huangshi, est une actrice chinoise.
Elle appartient à cette génération qui n’a pas connu la révolution culturelle et qui est entrée dans la vie professionnelle après les manifestations de la place Tian'anmen de 1989. Elle doit sa popularité en Chine continentale autant, sinon plus, à la télévision qu’au cinéma et a remporté plusieurs prix pour ses interprétations, notamment le prix de la meilleure actrice de série télévisée aux Huading Awards en 2011, le prix Magnolia de la meilleure actrice au Festival de télévision de Shanghai en 2011, et le prix d’interprétation féminine préférée aux Golden Eagle Awards 2012, manifestation là encore dédiée à la télévision. Elle est retenue en 2014 dans la distribution d’un film américain de Ridley Scott, Seul sur Mars.

## Biographie
Chen Shu est née au sein d’une famille d’artistes. Elle est la fille de Chen Zongshan (chinois simplifié : 陈宗善), un danseur de Huangshi, et d’une mère musicienne. Adolescente, elle  quitte sa ville natale,  Huangshi, dans la province du Hubei, pour étudier le ballet et la danse classique chinoise à Pékin. A 22 ans, elle décide de poursuivre comme actrice. Elle est admise à l’Académie centrale d'art dramatique de Pékin en 2001. Elle rejoint ensuite le Théâtre national de Chine .
À la télévision, son premier rôle est dans Urban Sky en 2000. Au cinéma, elle commence en 2002, avec une apparition non créditée dans le film Vast Sky. Elle multiplie ensuite les rôles pour la télévision.
En 2008, elle fait une petite apparition dans une fresque historique commandée par l'État chinois pour célébrer le 60e anniversaire de la république populaire de Chine, le film The Founding of a Republic, rapide concession à un cinéma officiel. La même année, son élégance classique (« La reine du Qipao ») et son côté glamour, lui valent le premier rôle féminin dans la série télévisée Love in a Fallen City, inspirée de l’œuvre de Zhang Ailing de même nom  et dont l’action se situe à Hong Kong, pendant la guerre sino-japonaise, juste avant que la ville ne tombe aux mains des Japonais. Par la suite, dans un autre registre, lui aussi significatif des évolutions de la société chinoise, elle interprète des rôles de femmes urbaines prises entre leur vie personnelle et professionnelle, dans des séries telles que Husband and Wife Those Matters en 2012, ou Honey Bee Man en 2014.
Le 29 décembre 2009, Chen Shu se marie avec le musicien  chino-australien Zhao Yinyin (chinois simplifié : 赵胤胤). 
Les années 2010 sont des années de consécration sur le marché chinois. Chen Shu reçoit diverses récompenses, dont le prix de la meilleure actrice de série télévisuelle aux Huading Awards en 2011,  le prix Magnolia de la meilleure actrice au Festival de télévision de Shanghai en 2011, et le prix d’interprétation féminine préférée aux Golden Eagle Awards 2012,. Elle utilise sa notoriété pour une campagne pour la prévention du cancer du sein, faisant en 2012 la couverture du magazine chinois de mode Trends Health, vêtue uniquement de roses.
Chen Shu revient sur les plateaux de cinéma avec The Second Woman sorti en 2012, où elle tient un des rôles principaux accompagnée de Shu Qi, une actrice taïwanaise, et de Shawn Yue, acteur originaire de Hong Kong. En 2014, elle est retenue dans la distribution du film du réalisateur anglais Ridley Scott, The Martian (Seul sur Mars), adaptation du roman du même nom d’Andy Weir. Elle participe à la promotion de cette production cinématographique, à sa sortie, et notamment à l'avant-première européenne, le jeudi 24 septembre 2015 à l'Odeon Leicester Square de Londres, avec une partie de l’équipe du film, notamment les acteurs Matt Damon, Kate Mara, Kristen Wiig, Jessica Chastain, Chiwetel Ejiofor, et Jeff Daniels,.

## Filmographie

### Cinéma
| Année | Titre anglais ou français   | Titre chinois | Rôle                                                                                   | Notes |
| ----- | --------------------------- | ------------- | -------------------------------------------------------------------------------------- | ----- |
| 2002  | Vast Sky                    | 《声震长空》  | Zheng Zhiyu                                                                            |       |
| 2009  | The Founding of a Republic  | 《建国大业》  | Membre de la Conférence consultative politique du peuple chinois                       |       |
| 2012  | The Second Woman            | 《情谜》      | Amy                                                                                    |       |
| 2015  | Seul sur Mars (The Martian) | 《火星救援》  | Zhu Tao, Adjointe scientifique en chef de l’Administration spatiale nationale chinoise |       |
| 2015  | Fall in Love Like a Star    | 《怦然星动》  |                                                                                        |       |

### Télévision
| Année | Titre anglais ou français      | Titre chinois      | Rôle          | Notes |
| ----- | ------------------------------ | ------------------ | ------------- | ----- |
| 2000  | Urban Sky                      | 《城市上空的惊鸟》 | Ma Xiaoqi     |       |
| 2001  | Empty Mirror                   | 《空镜子》         | Li Qing       |       |
| 2001  |                                | 《危险进程》       | Xia Xiaoyu    |       |
| 2001  | Traveler's Story               | 《旅人的故事》     | Zhu Mei       |       |
| 2002  |                                | 《铿锵玫瑰》       | Zhang Zihui   |       |
| 2003  |                                | 《伊田事件》       | Lu Shan       |       |
| 2003  | Don't Abandon This Life        | 《不弃今生》       | Xin Qi        |       |
| 2003  |                                | 《无愧苍生》       | Lu Bingbing   |       |
| 2003  | Public Security Bureau Chief 3 | 《公安局长3幻灭》  | Feng Yunu     |       |
| 2004  |                                | 《古城谍影》       | Ge Yinhong    |       |
| 2004  | Besieged City                  | 《穿越围城》       | Ai Xin        |       |
| 2005  | Medical Record                 | 《病案追踪》       | Song Qian     |       |
| 2005  | Shanghai Bund                  | 《新上海滩》       | Fang Yanyun   |       |
| 2005  | Nie Er                         | 《聂耳》           | Feng Yunyan   |       |
| 2005  | Invincible                     | 《暗算》           | Huang Yiyi    |       |
| 2006  |                                | 《食人鱼事件》     | Shen Ou       |       |
| 2007  | Allure Love                    | 《相思树》         | Shang Jie     |       |
| 2007  | Love in a Fallen City          | 《倾城之恋》       | Bai Liusu     |       |
| 2010  | Old City Past Events           | 《古城往事》       | Huang Anqi    |       |
| 2010  | Iron Pear                      | 《铁梨花》         | Tie Lihua     |       |
| 2011  | General                        | 《将·军》          | Shen Hongyu   |       |
| 2012  | Husband and Wife Those Matters | 《夫妻那些事》     | Lin Jun       |       |
| 2012  |                                | 《正者无敌》       | Shen Hong     |       |
| 2013  | Naive Faces Reality            | 《天真遇到现实》   | Yang Tianzhen |       |
| 2014  | Theater                        | 《剧场》           | Yu Zhu        |       |
| 2014  | Generation of Dignity          | 《一代枭雄》       | Cheng Lixue   |       |
| 2014  | Honey Bee Man                  | 《我爱男闺蜜》     | Ye Shan       |       |

### Théâtre  ou comédie musicale
| Année | Titre anglais ou français | Titre chinois | Rôle       | Notes |
| ----- | ------------------------- | ------------- | ---------- | ----- |
| 1998  | La Mélodie du bonheur     | 《音乐之声》  | La fille   |       |
| 2001  | Breakthrough              | 《突出重围》  | Fang Yi    |       |
| 2008  | The Sun Rises             | 《日出》      | Chen Bailu |       |
| 2009  | Jane Eyre                 | 《简·爱》     | Jane Eyre  |       |

## Principales récompenses
| Année | Travail                        | Prix                                                           | Resultat   | Notes |
| ----- | ------------------------------ | -------------------------------------------------------------- | ---------- | ----- |
| 2008  |                                | BQ Celebrity Score Award for Best Artistic Actress             | Lauréat    |       |
| 2009  |                                | Sohu TV Drama Season Review - Favorite Actress                 | Nomination |       |
| 2009  |                                | China Fashion Award for Progressing Figure                     | Lauréat    |       |
| 2010  |                                | 4th Huading Award for Best Actress: Romance                    | Nomination |       |
| 2010  | Iron Pear                      | TV Drama Award for Best Character                              | Lauréat    |       |
| 2010  |                                | BQ Celebrity Score Award for Breakthrough Actress              | Lauréat    |       |
| 2010  |                                | BQ Celebrity Score Award for Favorite Actress                  | Nomination |       |
| 2010  |                                | China TV Audience Festival - Favorite Artist                   | Nomination |       |
| 2010  |                                | Sohu Internet TV Festival - Best Actress                       | Lauréat    |       |
| 2010  |                                | Sohu Internet TV Festival - Breakthrough Actress               | Nomination |       |
| 2011  | Iron Pear                      | Shanghai TV Festival - Best Actress                            | Lauréat    |       |
| 2011  | Iron Pear                      | 6th Huading Award for Best TV Actress                          | Lauréat    |       |
| 2011  |                                | BQ Celebrity Score Award for Most Valuable Actress             | Lauréat    |       |
| 2011  |                                | BQ Celebrity Score Award for Favorite Actress                  | Nomination |       |
| 2011  |                                | Sohu Internet TV Festival - Best Actress                       | Nomination |       |
| 2012  |                                | Sohu TV Drama Award for Best Actress                           | Nomination |       |
| 2012  |                                | China TV Audience Festival - Favorite Artist                   | Nomination |       |
| 2012  |                                | MSN Fashion Party Award for Most Popular Actress               | Lauréat    |       |
| 2012  |                                | BQ Celebrity Score Award for Most Influential Actress          | Lauréat    |       |
| 2012  |                                | BQ Celebrity Score Award for Favorite Actress                  | Nomination |       |
| 2012  |                                | TV Drama Award for Favorite Screen Couple: Huang Lei, Chen Shu | Nomination |       |
| 2012  | Husband and Wife Those Matters | TV Drama Award for Best Actress                                | Nomination |       |
| 2012  |                                | Sina Web Festival - Most Elegant Person                        | Lauréat    |       |
| 2012  | Iron Pear                      | Golden Eagle Award for Favorite Actress                        | Lauréat    |       |
| 2013  | Invincible                     | Shanghai TV Festival - Best Actress                            | Nomination |       |
| 2013  | Iron Pear                      | China TV Director Committee Award for Outstanding TV Actress   | Lauréat    |       |
| 2013  |                                | BQ Celebrity Score Award for Favorite Actress                  | Nomination |       |
| 2013  |                                | China TV Audience Festival - Favorite Artist                   | Nomination |       |